# District de Bourmont
Le district de Bourmont est une ancienne division territoriale française du département de la Haute-Marne de 1790 à 1795.
Il était composé des cantons de Bourmont, Brevannes, Clefmont, Huillecourt, Longchamp, Meuvy, Prey et Saint Blin.